# اریک آش
اریک آش (انگلیسی: Eric Ash; ۳۱ ژانویهٔ ۱۹۲۸ – ۲۲ اوت ۲۰۲۱) دانشمند در زمینه الکترونیک اهل بریتانیا بود.
وی همچنین برندهٔ جوایزی همچون برنامه فولبرایت، همکار انجمن سلطنتی، مدال پادشاهی، نشان فارادی، و شوالیه (عنوان) شده‌است.